# Carl Alexius Berndtson
Carl Alexius Berndtson, född 23 januari 1908 i Solna församling i Stockholm, död 14 januari 2002 i Danderyds församling, var en svensk konstnär.
Han var son till Karl Viktor Berndtson och Terese Odelius. Berndtson studerade först konst för några franska och nederländska konstnärer innan han slutligen studerade vid Konsthögskolan i Stockholm. Han medverkade i drygt ett 70-tal internationella utställningar. Han signerade sina verk med CAB. Berndtson är representerad vid Vatikanmuseerna, Smithsonian, Arkiv för dekorativ konst i Lund samt Institut Tessin i Paris.